# خوان غاسبارت
خوان غاسبارت (بالإسبانية: Joan Gaspart)‏ مواليد 11 أكتوبر 1944 الرئيس السادس والثلاثون ل نادي برشلونة، في 23 يوليو من العام 2000 وصل لرئاسة النادي بعد أن حصل على نسبة تقارب من 55% من عدد الأصوات, لينهي احتكار رئيس النادي الذي سبقة السيد خوسيه لويس نونيز والذي كان غاسبارت نائبا لة خلال فترة رئاستة التي بلغت 22 عاما، شهدت فترة رئاسته اخفاقات لنادي برشلونة على صعيد نتائج الفريق وعلى الصعيد المادي وأصبحت خزينة النادي بعهده مثقلة بالديون، نتيجة الضغوطات المتزايدة على خوان غاسبارت قدم استقالته في فبراير من العام 2003، تاركاً منصب الرئيس لنائبه انريك رينا، وخلال الثلاث أعوام التي قضاها غاسبارت رئيس للنادي الكاتلوني لم يحقق الفريق أي بطولة وعانى فريق الكرة من التخبط والضياع.

## روابط خارجية
- خوان غاسبارت على موقع أوليمبيديا (الإنجليزية)